# بوب ييتس
بوب ييتس (بالإنجليزية: Bob Yates)‏ هو لاعب كرة قدم أمريكية أمريكي، ولد في 20 نوفمبر 1938 في مونبلييه في الولايات المتحدة، وتوفي في 16 أبريل 2013 في Spring Branch, Comal County, Texas ‏ في الولايات المتحدة.

## وصلات خارجية
- بوب ييتس على موقع مرجع كرة القدم المحترفة.كوم (الإنجليزية)
- بوب ييتس على موقع قاعة فيرمونت للمشاهير الرياضية (الإنجليزية)